# Heinrich Jakob Heim
Heinrich Jakob Heim (* 5. November 1828 in Gais; † 12. Januar 1892 in Wängi; heimatberechtigt in Gais) war ein reformierter Schweizer Pfarrer und Dekan aus dem Kanton Appenzell Ausserrhoden.

## Leben
Heinrich Jakob Heim war ein Sohn des Johann Heinrich Heim. Im Jahr 1853 heiratete er Elise Alder, Tochter des Johann Jakob Alder, Teilhaber einer Textilhandelsfirma in Herisau.
Heim war im Privatinstitut Krüsi in Gais und am Pädagogium Basel. 1847 bis 1850 studierte er Theologie in Zürich. Von 1851 bis 1853 war er Pfarrer in Urnäsch und ab 1853 bis 1889 in Gais. Daneben war er von 1875 bis 1889 der erste Pfarrer der reformierten Diasporagemeinde in Appenzell. 1870 bis 1877 war er der letzte Dekan der Ausserrhoder Staatskirche.
Von 1878 bis 1885 war Heinrich Jakob Heim Kirchenratspräsident in Appenzell Ausserrhoden. Er war von 1856 bis 1887 Mitglied der Kantonsschulkommission und ab 1861 bis 1889 der Landesschulkommission. In diesen trat er als ein eifriger Förderer des Schulwesens auf. 1861 bis 1888 war er Präsident der Redaktionskommission der Appenzellischen Jahrbücher. Er war Autor zahlreicher Beiträge in dieser Reihe und in diversen anderen Zeitschriften. Von 1854 bis 1889 war er Gründer und erster Präsident der Lesegesellschaft Gais. Der begeisterte Turner und Bergsteiger war 1869 Mitbegründer der Sektion Säntis des Schweizer Alpen-Clubs (SAC). Diese präsidierte er bis 1878.